# The Stranger (1973)
The Stranger, ook bekend als Stranded in Space, is een Amerikaanse televisiefilm uit 1973. De film werd geregisseerd door Lee H. Katzin, en was bedoeld als een pilotaflevering voor een nieuwe televisieserie. Deze serie is echter nooit gemaakt daar geen enkel tv-netwerk geïnteresseerd was.

## Verhaal
Astronaut Neil Stryker stort tijdens een ruimtemissie neer op een planeet die sterk lijkt op de aarde, maar zich aan de andere kant van de zon bevindt. Hij wordt door een aantal bewoners van deze planeet naar een ziekenhuis gebracht. Niet omdat hij gewond is, maar om hem ongestoord te kunnen ondervragen.
De planeet, door de bewoners Terra genoemd, is grotendeels gelijk aan de aarde inclusief soortgelijke technologie en  samenlevingen. Maar veel dingen zijn voor Stryker vreemd zoals de overheden en de burgers, die samen de “perfecte orde” nastreven. De naleving van deze orde wordt geregeld door een hiërarchie van strenge officials.
Stryker ontsnapt uit het ziekenhuis. Hij ontmoet Dr. Bettina Cooke en haar vriend Prof. Dylan MacAuley. Ze vertellen hem dat de “perfecte orde” nog maar 35 tot 40 jaar bestaat. Hij is ontstaan na een verschrikkelijke oorlog. Door de orde hebben alle mensen van Terra een soort familiegevoel gekregen zodat ze meer om elkaar geven en enkel nog voor het gemeenschappelijke doel leven. Mensen met individuele ideeën of die weerstand bieden aan de orde worden geëxecuteerd. De overheid houdt iedereen in de gaten, religie is verboden bij wet en alcoholische dranken dreigen ook te verdwijnen. Door de orde is armoede echter de wereld uit geholpen.
Neil en Dylan beramen een plan om Neil aan boord van een Terran ruimteschip te krijgen zodat hij terug kan naar de aarde. De overheid wil Neil echter koste wat het kost in handen krijgen. De agent Benedict wordt op de zaak gezet, en weet Neil al snel te vinden. Neil wordt op de ruimtebasis een hoek in gedreven, maar kan ontsnappen door een paar tanks met vloeibare stikstof te laten ontbranden. Hij duikt de oceaan in, en iedereen denkt dat hij omkomt. In werkelijkheid weet Neil de kust te bereiken.
Neil ontmoet uiteindelijk de Nelson-familie, die hem uitnodigen mee te gaan op hun vakantietocht. De film eindigt met Neil die nadenkt over zijn volgende poging Terra te verlaten.

## Rolverdeling
| Acteur           | Personage            |
| ---------------- | -------------------- |
| Glenn Corbett    | Neil Stryker         |
| Cameron Mitchell | George Benedict      |
| Sharon Acker     | Dr. Bettina Cooke    |
| Lew Ayres        | Prof. Dylan MacAuley |
| George Coulouris | Max Greene           |
| Steve Franken    | Henry Maitland       |
| Dean Jagger      | Carl Webster         |
| Tim O'Connor     | Dr. Revere           |
| Jerry Douglas    | Steve Perry          |

## Achtergrond
De geplande televisieserie, waarvan deze film de pilot zou moten zijn, zou ongeveer gelijk moeten worden aan The Fugitive, met Neil in de rol van een voortvluchtige die probeert mensen te zoeken die hem kunnen helpen.
In juni 1991 werd de film onder de titel Stranded in Space bespot in de televisieserie Mystery Science Theater 3000.